# Es Castell
Es Castell (hiszp. Villacarlos) – miasto na Minorce, zlokalizowane na wschodnim wybrzeżu wyspy, w naturalnym porcie. 
Liczba mieszkańców wynosi 7724, gęstość zaludnienia 662,44 osoby/km², a powierzchnia 11,66 km².
Założycielami miasta byli brytyjscy wojskowi, którzy stworzyli tu punkt obrony portu w Maó. Do dziś w architekturze miasta silne są wpływy angielskie, np. gilotynowe okna czy czerwień elewacji, nazywana lokalnie angielską.
Główne zabytki i osobliwości Es Castell i okolic:
- Fort Marlborough,
- Zamek św. Filipa z XVI wieku (hiszpański, rozbudowany przez Anglików),
- ratusz z 1886,
- Muzeum Wojskowe na placu Explanada,
- wieża den Penjat (Wieża Wisielców) – dawna budowla obronna i miejsce straceń, obecnie punkt widokowy,
- port,
- wysepki Rei i Llatzaret[2].